# XLV Festival Internacional de la Canción de Viña del Mar
El XLV Festival Internacional de la Canción de Viña del Mar, o simplemente Viña 2004, se realizó del 18 al 23 de febrero de 2004 en el anfiteatro de la Quinta Vergara, en Viña del Mar, Chile. Fue transmitido por Canal 13 y animado por última vez por Antonio Vodanovic y junto a Myriam Hernández.

## Desarrollo
La XLV versión del Festival de Viña del Mar corresponde a la quinta versión del certamen realizada por Canal 13.

### Día 1: Miércoles 18 de febrero
- Obertura
- Cristian Castro
- Soraya †
- Theo Dari (varite) (Hombre láser)
- Umberto Tozzi
- Sandy (humor) †
- La Sonora de Tommy Rey (dúo junto a Joe Vasconcellos)

### Día 2: Jueves 19 de febrero
- Marciano (obertura)
- Camilo Sesto  †
- Douglas
- Palta Meléndez (humor)
- Bacilos
- Chancho en Piedra

### Día 3: Viernes 20 de febrero
- Toto
- Juan Gabriel †
- Álex Ubago
- Ximena Abarca
- Canal Magdalena

### Día 4: Sábado 21 de febrero
"La noche chilena"
- María José Quintanilla
- Inti-Illimani
- Tito Fernández
- Natalia Cuevas (humor)
- Pettinellis

### Día 5: Domingo 22 de febrero
- Salvatore Adamo
- Luis Fonsi
- Fito Páez
- Molotov

### Día 6: Lunes 23 de febrero
Obertura: Elenco de la teleserie Hippie
- Ricardo Arjona
- Los Indolatinos (humor)
- DJ Méndez
- Jarabe de Palo
- Safri Duo

## Hechos memorables
- Fue el último Festival que tuvo como animador a Antonio Vodanovic.
- Conmemoración de las 3 décadas de la primera presentación internacional; el español Camilo Sesto fue el encargado de reunir a las generaciones de ayer, hoy y siempre alrededor del recuerdo de 1974, 1981 y 2004 marcando el mayor rating. Fue su última presentación en el festival antes de fallecer el 8 de septiembre de 2019.
- Después de dos pobres actuaciones en 1996 y 1999, el grupo musical y humorístico Los Indolatinos volvieron a Viña y triunfaron, siendo el peak de la última noche del festival, con su rutina picarezca y familiar, que los hizo acreedor de la "Antorcha de Plata".
- Cuando faltaban 90 minutos para la Clausura del Festival, un sistema frontal afectó con tormentas eléctricas y precipitaciones a la zona central de Chile, que en un principio se suspendería el Certamen, siendo el segundo intento en menos de 19 años. Sin embargo, por suerte las lluvias cesaron y el Festival finalmente se realizó.
- La humorista Natalia Cuevas fue abucheada gran parte de su actuación, a pesar de haber triunfado previamente en las ediciones de 2001 y 2003.
- Fue la última presentación de Juan Gabriel antes de su muerte en agosto de 2016. Al momento de fallecer, el cantante mexicano se encontraba negociando una nueva presentación en el evento de 2017, en donde se planeaba que fuera el segundo artista premiado con la "Gaviota de Platino" (luego de Luis Miguel) en reconocimiento a su trayectoria. Tras su muerte, el premio le fue entregado a su amiga, la cantante española Isabel Pantoja.
- Fueron las últimas presentaciones de varios artistas nacionales e internacionales: la colombo-estadounidense Soraya (fallecida en 2006), el cantante español Camilo Sesto (fallecido en 2019), el cantautor y compositor mexicano Juan Gabriel (fallecido en 2016), el cantautor y compositor chileno Tito Fernández (fallecido en 2023) y el vocalista del grupo Jarabe de Palo, el español Pau Donés (fallecido en 2020). También fue la última aparición del humorista boliviano Sandy (fallecido en 2005).
- Cambió el jingle a un tono más moderno, este estuvo hasta 2008, en 2009 tiene un tono instrumental, y en 2010 cambia a un tono más eléctrico y estrofas en inglés.
- Esta edición de este festival marcó el debut en este escenario de la entonces debutante cantante chilena María José Quintanilla, ella se presentó a la edad de 14 años; y de la banda de funk-rock chilena Chancho en Piedra que empezaba a celebrar sus diez años de carrera.

## Jurado Internacional
- Joe Vasconcellos
- Álex Ubago
- Soraya
- Alejandro Lerner
- Cristian Arroyo
- Chema Purón (presidente del jurado)
- Carolina "Pampita" Ardohaín
- Luis Fonsi
- Gonzalo Valenzuela

## Jurado Folclórico
- Magdalena Matthey
- Miguel Esper
- Teresita Reyes
- Roberto Ternán (Presidente del jurado)
- Yolanda Rayo
- Horacio Durán
- Clarita Parra

## Competencias
Internacional:
- 1.er lugar:  Chile, Tus ojos, escrita e interpretada por Alexis Venegas.
- Mejor intérprete: Jean Paul Strauss, intérprete de Vida,  Perú.

Folclórica:
- 1.er lugar:  Argentina, Bailando con tu sombra, de Víctor Heredia, interpretada por Abel Pintos.
- Mejor intérprete: Abel Pintos,  Argentina.

## Elección de la Reina
Carolina Ardohain, más conocida como Pampita, fue escogida soberana de XLV Festival Internacional de la Canción de Viña del Mar.
Como es tradicional, la prensa acreditada fue citada en la sala de conferencias para votar libre y soberanamente por la chica más guapa, simpática y sensual del certamen. El resultado fue categórico: 61 votos para la modelo argentina y sólo 18 para Pamela Díaz, modelo chilena que también competía por la corona.
Después del conteo general de escrutinios, a vista y paciencia y de todos los profesionales, a falta de notario, La Cuarta se contactó a través del anexo interno del hotel con la modelo argentina.
Como virreina fue elegida Pamela Díaz, en tanto que el tercer lugar fue para Teresita Reyes, con 16 votos. La  actriz de "Hippie" se propuso como candidata y hasta bajó 18 kilos para estar más en forma.
El cuarto lugar, y en una muestra de la diversidad del gremio periodístico, fue para Sami Kates, cantante del Líbano, quien tuvo 10 votos a su favor.
La lista de famosos continuó. La colombiana Soraya tuvo 6 preferencias. Y la cuenta no terminó ahí: Jordi Castell se llevó 4 votos y Camilo Sesto 1. Con igual número salió Ximena Abarca.
De los 261 votos, las más votadas fueron:
1. Carolina "Pampita" Ardohain, modelo argentina: 61 votos.
2. Pamela Díaz, modelo Chilena: 18 votos.
3. Teresita Reyes, actriz Chilena de Canal 13: 16 votos.
4. Ximena Abarca, cantante Chilena: 6 votos.